# Srpek

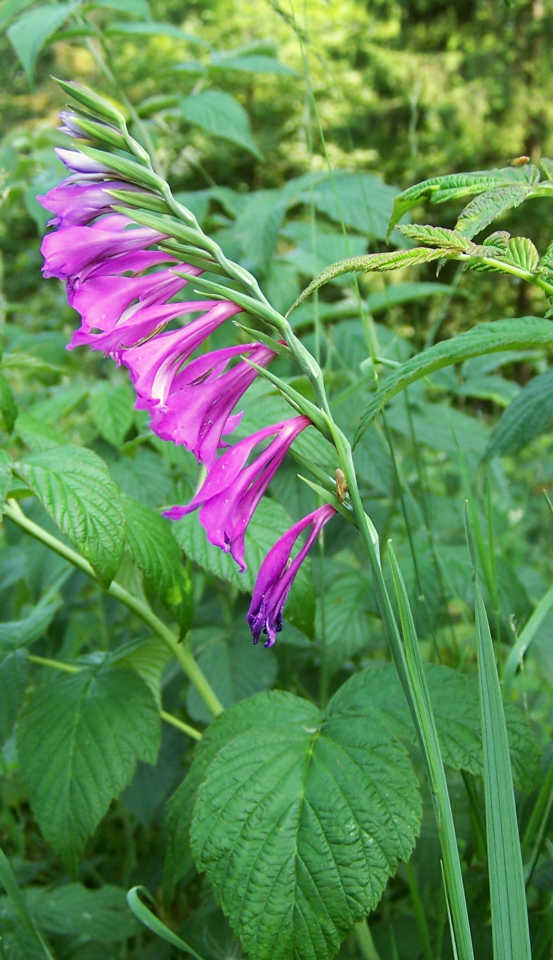
Srpek (mečík střechovitý)

Srpek (lat. drepanium) je jednoduché květenství, patřící do skupiny vrcholičnatých. Vrcholičnatá květenství se vyznačují tím, že vřeteno (pokračování stonku v květenství) vyrůstá tak zkráceno, že ho boční větve přerůstají.
Srpek (někdy srpeček) je druh jednoramenného vrcholíku, který má postranní větve položeny v jedné rovině s hlavním stonkem a všechny květní stonky jsou založeny pod listeny na jedné straně. 